# Coupe d'Islande de football 1988
La coupe d'Islande 1988 de football est la 29e édition de la Coupe nationale de football.
Elle s'est disputée du 31 mai 1988 au 27 août 1988, avec la finale jouée au Laugardalsvöllur à Reykjavik.
La Coupe revêt une haute importance puisque le vainqueur est qualifié pour la Coupe des Coupes (Si un club gagne à la fois le championnat et la Coupe, c'est le finaliste de la Coupe qui prend sa place en Coupe des Coupes).
Les 10 clubs de 1. Deild ne rentrent qu'en huitièmes de finale, alors que les clubs des divisions inférieures entrent au fur et à mesure des 3 tours préliminaires. Les équipes se rencontrent sur un  match simple. En cas de match nul, une séance de tirs au but détermine le vainqueur.
Le Valur Reykjavik gagne la 5e Coupe d'Islande de son histoire en battant en finale l'ÍBK Keflavík et se qualifie du même coup pour la Coupe des Coupes. 

## Premier tour
| Équipe 1                     | Résultat | Équipe 2                  |
| ---------------------------- | -------- | ------------------------- |
| Hamar Hveragerði             | 4 - 3    | Grótta Seltjarnarnes      |
| Hvöt Blönduós (D3)           | 1 - 3    | Magni Grenivík            |
| Víðir Garður (D2)            | 4 - 0    | Armann Reykjavik          |
| UMF Selfoss (D2)             | 7 - 1    | Haukar Hafnarfjörður      |
| Einherji (D3)                | 4 - 2    | Huginn Seyðisfjörður      |
| UMF Grindavík                | 2 - 0    | Breiðablik Kopavogur (D2) |
| Reynir Sandgerði             | 4 - 2    | IK Kopavogur              |
| Sindri Höfn                  | 3 - 0    | Austri Eskifjörður        |
| Afturelding Mosfellsbær      | 0 - 0    | ÍBV Vestmannaeyjar (D2)   |
| UMF Njarðvík                 | 3 - 2    | Vikverji                  |
| Tindastoll Saudarkrokur (D2) | 5 - 0    | Dalvík                    |
| Ernir Ísafjörður             | 0 - 6    | IR Reykjavik (D2)         |
| Valur Reyðarfjörður          | 2 - 1    | Höttur Egilsstaðir        |
| Hvatberar                    | 0 - 5    | þrottur Reykjavik (D2)    |
| Léttir                       | 0 - 3    | Hafnir                    |
| Ægir þorlakshofn             | 2 - 1    | Fyrirtak                  |
| þrottur Norðfjörður          | 2 - 0    | KSH                       |
| ÍB Ísafjörður (D3)           | 2 - 0    | Stjarnan Gardabaer (D3)   |
| Arvakur Háskola              | 2 - 1    | Skotfélag Reykjavik       |
| Augnablik                    | 2 - 0    | Vikingur Olafsvik         |
| Leiknir Reykjavik            | 1 - 1    | FH Hafnarfjörður (D2)     |
| Fylkir Reykjavik (D2)        | 6 - 2    | Snaefell                  |

## Deuxième tour
| Équipe 1                     | Résultat | Équipe 2                |
| ---------------------------- | -------- | ----------------------- |
| Arvakur Háskola              | 2 - 0    | Hafnir                  |
| Augnablik                    | 3 - 8    | ÍBV Vestmannaeyjar (D2) |
| FH Hafnarfjörður (D2)        | 4 - 0    | IR Reykjavik (D2)       |
| UMF Selfoss (D2)             | 2 - 1    | Víðir Garður (D2)       |
| ÍB Ísafjörður (D3)           | 3 - 1    | Hamar Hveragerði        |
| UMF Grindavík                | 11 - 0   | Ægir þorkashofn         |
| Valur Reyðarfjörður          | 0 - 1    | þrottur Norðfjörður     |
| Sindri Höfn                  | 0 - 3    | Einherji (D3)           |
| Tindastoll Saudarkrokur (D2) | 4 - 2    | KS Siglufjörður (D2)    |
| þrottur Reykjavik (D2)       | 3 - 1    | UMF Njarðvík            |
| Reynir Sandgerði             | 2 - 1    | Fylkir Reykjavik (D2)   |
| Magni Grenivík               | 3 - 0    | UMSE-b                  |

## Troisième tour
| Équipe 1                     | Résultat | Équipe 2               |
| ---------------------------- | -------- | ---------------------- |
| þrottur Norðfjörður          | 2 - 5    | Einherji (D3)          |
| UMF Selfoss (D2)             | 6 - 1    | Arvakur Háskola        |
| FH Hafnarfjörður (D2)        | 2 - 1    | UMF Grindavík          |
| Tindastoll Saudarkrokur (D2) | 2 - 1    | Magni Grenivík         |
| ÍBV Vestmannaeyjar (D2)      | 4 - 1    | ÍB Ísafjörður (D3)     |
| Reynir Sandgerði             | 2 - 2    | þrottur Reykjavik (D2) |

## Huitièmes de finale
- Entrée en lice des 10 équipes de 1. Deild

| Équipe 1                     | Résultat | Équipe 2                  |
| ---------------------------- | -------- | ------------------------- |
| ÍBK Keflavík (D1)            | 0 - 0    | UMF Selfoss (D2)          |
| Einherji (D3)                | 0 - 6    | Valur Reykjavik (D1)      |
| Tindastoll Saudarkrokur (D2) | 4 - 3    | KR Reykjavik (D1)         |
| Reynir Sandgerði             | 0 - 5    | FH Hafnarfjörður (D2)     |
| ÍBV Vestmannaeyjar (D2)      | 1 - 2    | Fram Reykjavik (D1)       |
| Völsungur Húsavík (D1)       | 1 - 3    | Leiftur Ólafsfjörður (D1) |
| ÍA Akranes (D1)              | 1 - 0    | KA Akureyri (D1)          |
| þor Akureyri (D1)            | 1 - 2    | Vikingur Reykjavik (D1)   |

## Quarts de finale
| Équipe 1                  | Résultat | Équipe 2                     |
| ------------------------- | -------- | ---------------------------- |
| Leiftur Ólafsfjörður (D1) | 3 - 0    | Tindastoll Saudarkrokur (D2) |
| FH Hafnarfjörður (D2)     | 0 - 2    | Vikingur Reykjavik (D1)      |
| ÍA Akranes (D1)           | 0 - 1    | ÍBK Keflavík (D1)            |
| Valur Reykjavik (D1)      | 3 - 1    | Fram Reykjavik (D1)          |

## Demi-finales
| Équipe 1                  | Résultat | Équipe 2             |
| ------------------------- | -------- | -------------------- |
| Leiftur Ólafsfjörður (D1) | 0 - 1    | ÍBK Keflavík (D1)    |
| Vikingur Reykjavik (D1)   | 0 - 1    | Valur Reykjavik (D1) |

## Finale
| 27 août 1988 | Valur Reykjavik (D1)     | 1 - 0 | ÍBK Keflavík (D1) | Laugardalsvöllur, Reykjavik                     |                                                 |
|              | Guðmunður Baldursson 67e |       |                   | Spectateurs : 2 432 Arbitrage : Baldur Scheving | Spectateurs : 2 432 Arbitrage : Baldur Scheving |
|              | (Rapport)                |       |                   | Spectateurs : 2 432 Arbitrage : Baldur Scheving | Spectateurs : 2 432 Arbitrage : Baldur Scheving |

- Le Valur Reykjavik remporte sa 5e Coupe d'Islande et est qualifié pour la Coupe des Coupes 1989-1990.